# Stazione di Svendborg
La stazione di Svendborg (in danese Svendborg Banegård) è una stazione ferroviaria a servizio dell'omonima città danese.